# أوسكار خيمينيز بينوشيه
أوسكار خيمينيز بينوشيه (بالإسبانية: Óscar Jiménez Pinochet)‏ (1915 - 1994)، هو طبيب وسياسي من  التشيلي. شغل منصب وزير الصحة في عهد الرئيس سلفادور أليندي. وهو والد الوزير خورخي خيمينيز والوزيرة مونيكا خيمينيز.